# Argyrophis roxaneae
Espèce
Synonymes
- Typhlops roxaneae Wallach, 2001
- Asiatyphlops roxaneae (Wallach, 2001)

Statut de conservation UICN

 DD  : Données insuffisantes
Argyrophis roxaneae est une espèce de serpents de la famille des Typhlopidae. 

## Répartition
Cette espèce est endémique de Thaïlande. Elle a été découverte dans la région de Bangkok à environ 2 m d'altitude.

## Description
L'holotype d'Argyrophis roxaneae, une femelle subadulte, mesure 231 mm dont 2,8 mm pour la queue. Cette espèce a le dos brun doré et la face ventrale fauve jaunâtre, ces deux teintes séparées par une série d'écailles peu pigmentées.

## Étymologie
Cette espèce est nommée en l'honneur de Roxane Coombs, artiste qui a notamment aidé l'auteur dans l'illustration de nombre de ses ouvrages.

## Publication originale
- Wallach, 2001 : Typhlops roxaneae, a new species of Thai blindsnake from the T. diardii species group, with a synopsis of the Typhlopidae of Thailand (Serpentes: Scolecophidia). Raffles Bulletin of Zoology, vol. 49, no 1, p. 39-49 (texte intégral).